# Carl Arcadius Olson
Carl Arcadius Olson, född 12 januari 1818 i Halmstad, död 10 februari 1904 i Kristianstad, var en svensk landssekreterare, bankdirektör och frimurare.
Han var son till vice häradshövdingen och rådmannen Åke Olson (1774-1847) och Elisabeth Magdalena Borelius. Han blev student i Lund 1835, avlade examen för inträde i rikets rättegångsverk i Uppsala 1838; var auskultant i Göta hovrätt, kanslist 1839, tillförordnad Magistratssekreterare i Halmstad under en månad sedan under 5 veckor. Han blev 1841 auskultant i Hovrätten över Skåne och Blekinge, tillförordnad notarie därstädes 1842. Han fick sitt första domareordförande 1843, var länsnotarie i Kristianstad sedan vice häradshövding samma år. Han var tillförordnad landssekreterare första gången 1844. 1847 blev han auditör vid Wendes artilleriregemente och blev sekreterare i drätselkommisionen i Kristianstad 1848. Han blev vid många tillfällen förordnad att förvalta domare och landssekreterareämbeten, landssekreterare i Kristianstads län 1845. Han blev riddare av Dannebrogorden (RDDO) 1852, "efter särskilda nådiga förordnaden i landshövdingens ställe, förrättat mönstringarna med beväringsmanskapet i Kristianstads län", 12 år under tiden 1854-1874, riddare av Nordstjärneorden 1863 (RNO), riddare av Kung Carl XIII:s orden 1885, kommendör av andra klassen Nordstjärneorden (KNO) 1889. Han tog avsked från sin tjänst 1890. 
Han lade som landssekreterare ned mycket arbete för bildandet av Kristianstads enskilda bank, där han emellertid under många år var dess verkställande direktör.
Olson beskrivs i sitt ämbete som "en i hög grad driftig och kraftfull embetsman, som utan att svigta bar hufvudparten af länsstyrelsens arbetsbörda".
Han var gift 1847 med Henriette Tengmark (1816-1905), dotter till överstelöjtnanten Jonas Otto (J.O.) Tengmark och Johanna Maria Borgman. Son; Carl Alexander Florentin, ryttmästare vid Skånska dragonregementet, döttrar; Henrietta Elisabeth Maria gift med Johan Anders Areskoug, Tomasine Ulrika Johanna gift med Fredrik Wilhelm Theodor Ehrenborg.
Han inträdde i frimurar orden i S:t Joh. logen S:t Christoffer i Kristianstad 1842, genomgick nämnda loges och skottiska S:t Andrae logen Cubiska stenens grader. Befordrades i skånska provinsiallogen till 7 graden 1848, 8 graden 1850, 9 graden 1852, 10 graden 1860, samt har innehaft ämbeten inom provinsiallogen såsom exempelvis deputerad Provinsialmästare. 